# 범어사 불설대보부모은중경
범어사 불설대보부모은중경(梵魚寺 佛說大報父母恩重經)은 부산광역시 금정구, 범어사에 있는 조선시대의 불경이다. 1999년 11월 19일 부산광역시의 유형문화재 제36호로 지정되었다.

## 개요
『불설대보부모은중경』은 부모의 은혜에 보답할 것을 가르치는 불교 경전으로, 이 책은 한 권의 목판본이다. 간행기록에 의하면 명종 17년(1562)에 안동 광흥사에서 여러 경전과 함께 간행되었다.
내용을 보면 크게 4가지로 나눌 수 있다. 첫째, 부모의 은혜를 10가지로 나누어 설명하였다. 둘째, 어머니가 자식을 낳을 때까지 10개월의 과정을 1개월씩으로 나누어 서술하고 있다. 셋째, 아버지보다 어머니의 은혜를 강조하고 있다. 넷째, 은혜를 강조하고 있다.
이 책은 그림을 곁들인 조선 전기의 판본으로 불경간행의 역사, 국어사 및 판화 연구에 중요한 자료이다.

## 참고 자료
- 범어사 불설대보부모은중경 - 국가유산청 국가유산포털